# Wivineke van Groningen
Wivineke van Groningen (Soest, 21 juni 1957) is een Nederlands actrice. In 1989 kreeg zij landelijke bekendheid door haar rol in  de  TROS-televisieserie Medisch Centrum West.

## Carrière
Van Groningen studeerde in 1983 af aan de Toneelacademie Maastricht. Ze begon haar carrière bij Toneelgroep Centrum en speelde als freelance actrice bij onder andere De Trust en het Noord Nederlands Toneel. Ze was te zien in voorstellingen als Brisant, De Tweeling en Terug naar de Kust onder regie van Mette Bouhuijs. Op de Parade speelde zij de voorstelling Dr Pil. 
Hierna speelde ze in tientallen andere televisieseries en films, zoals Zadelpijn, De ontmaskering van de Vastgoedfraude en Johan: logisch is anders. Op 1 december 2015 was Van Groningen eenmalig te zien in Goede tijden, slechte tijden, als de schoonmoeder van het personage Lucas.
Vanaf 2017 vertolkte Van Groningen de rol van koningin Wilhelmina in de musical Soldaat van Oranje.

## Persoonlijk
Van Groningen had van 1984 tot aan zijn plotselinge overlijden in 1997 een relatie met Coen van Vrijberghe de Coningh. Ze werkten regelmatig samen in televisie- en filmproducties, waaronder de serie Flodder (aflevering ‘Vormfouten’), Knoop in je zakdoek (aflevering ‘Het geheim van Mirjam’), het vierdelige satirische programma De Nieuwsgier en de film Het nadeel van de twijfel. Ook op het toneel stonden zij samen in diverse producties, zoals Van muizen en mensen, David Copperfield en Scrooge. Daarnaast regisseerde Van Groningen meerdere theatervoorstellingen van The Shooting Party, waarvan Van Vrijberghe de Coningh deel uitmaakte.

## Filmografie
- De Beeldbuis in z'n blootje (televisieserie) – NOT-School-TV (1983)
- Medisch Centrum West (televisieserie) – Eva van de Berg (1989–1991)
- Het nadeel van de twijfel - Vriendin op borrel (1990)
- 12 steden, 13 ongelukken (televisieserie) – Thea (afl. Breda, 1990)
- De weduwnaar (televisiefilm, 1990) – Prostituée
- Meneer Rommel (1992) – Bacil
- Belle (1993) – Belle
- Baantjer (televisieserie) – Iris Brons (afl. De Cock en de moord op de oude dame, 1995)
- Marie Antoinette is niet dood (1996) – Visvrouw
- Flodder (televisieserie) – Leslie (afl. Vormfouten, 1998)
- Russen (televisieserie) – Els (afl. Man Met Hond, 2000)
- Babs (2000) – Deen
- Loenatik (televisieserie) – Moeder (afl. De held, 2000)
- De 9 dagen van de gier (televisieserie) – Barbara Korthof (8 afl., 2001)
- Ernstige Delicten (televisieserie) – Marleen Jonker (afl. Koud bloed, 2003)
- Rigoletto (televisiefilm, 2003) – Pathologiste
- Baantjer (televisieserie) – Nicole van de Cleemput (afl. De Cock en de moord op de clown, 2003)
- Keyzer & De Boer Advocaten (televisieserie) – Marielle's advocaat (afl. De eed, 2006)
- Samson and Dalila (operafilm) – Legerarts (2007)
- Zadelpijn (televisiefilm, 2007) – Mariet
- Kinderen geen bezwaar (televisieserie) – Mies (afl. De pedicuur, 2007)
- Grijpstra & De Gier (televisieserie) – Ans Weerman (afl. Van harte aanbevolen, 2007)
- Flikken Maastricht (televisieserie) – Wiersema (afl. Kogelvis, 2007)
- De co-assistent (televisieserie) – Dermatoloog (afl. 4.12, 2010)
- Dokter Deen Televisieserie – Marijke (afl. Afscheid en Storm, 2012)
- De ontmaskering van de Vastgoedfraude (televisieserie) – Clara van Woerkom (4 afleveringen, 2013)
- Divorce (televisieserie) – Caroline van Vuurze (1 aflevering, 2013)
- Johan: logisch is anders (televisieserie) – Cato (4 afleveringen, 2014)
- Dokter Tinus (televisieserie) – Hermien van Elken (1 aflevering, 2015)
- Goede tijden, slechte tijden (televisieserie) – Petra Schuiten (1 december 2015)
- Oogappels (televisieserie) – Mira (1 aflevering, 2024)

## Toneel
- Welkom in Sjanghai (1983)
- Sterke drank in oud-zuid (1983)
- Bemoeizucht (1984)
- Tussen zussen (1985)
- Van muizen & mensen (1985)
- De keizerin van België  (1986)
- De vrouw met de vogelkop (1987)
- De wasserette (1989)
- Tante Dan en Lemon (1989)
- Slapende honden (1990)
- Krekelvechten (1991)
- De ingebeelde zieke (1993)
- Scrooge (1993, 1994)
- Dansschool Paloni (1994)
- Heerlijk dat Bertje d'r niet is (1994–1995)
- David Copperfield (1995, 1996)
- Ada en Evert (1996)
- Koppendicht (voorjaar 1997)
- Assepoester (december 1998)
- Het mysterie van Charles Dickens  (2000)
- De Tweeling (1999–2000, 2000–2001)
- Koninginnedrama and now for something completely different (2002)
- Niet eens in de Gaten dat het de mooiste Tijd was (2003)
- Nu Even Wel (2003–2004)
- Dinner for One  (2004)
- Frozen (2005) – Agnetha
- Nu Even Wel (2006)
- Hexen (2007, 2008–2009)
- Mijn man (2008–2009)
- Cunera (2009) – Koningin Aldegonde
- De Tweeling (2010)
- Sherlock Holmes en de hond van de Baskervilles (2010–2011)
- Calendar Girls (2012) – Celia
- Terug naar de kust (2013) – Moeder
- Little Voice (2014) – Nellie
- Volledig Verknipt (2014)
- Soldaat van Oranje (2017–) – Koningin Wilhelmina
- Je kunt op me rekenen (2019)